# Općina Sveti Andraž v Slovenskih goricah
Općina Sveti Andraž v Slovenskih goricah (slo.:Občina Sveti Andraž v Slovenskih goricah) je općina u sjevernoistočnoj Sloveniji u pokrajini Štajerskoj i statističkoj regiji Podravskoj. Središte općine je naselje Vitomarci s 341 stanovnikom. 

## Zemljopis
Općina Sveti Andraž v Slovenskih goricah nalazi se u sjevernoistočnom dijelu Slovenije. Općina se nalazi na Slovenskim Goricama, brdskom kraju poznatom po vinogradarstvu i vinarstvu.
U općini vlada umjereno kontinentalna klima. U općini ima samo manji vodotoka, koji su u slivu rijeke Drave.

## Naselja u općini
Drbetinci, Gibina, Hvaletinci, Novinci, Rjavci, Slavšina, Vitomarci

## Vanjske poveznice
- Službena stranica općina